# شیرین‌کاری
شیرین‌کاری، کارهای زیبا و چشم گیر، برخی عملیات زورخانه‌ای در گود، هنرنمایی، شعبده بازی، سخنان لطیف و طرفه گویی، چاپلوسی، سرانجام کار به خوبی رساندن، کلک‌هایی در ورق بازی یا "دسته گل به آب دادن" را گویند. شیرین کاری در مجتمع‌های نمایشی یا تماشاخانه شغل نیز محسوب می‌گردد. شیرین کاری، به‌ویژه در حالت دوره گردی، می‌تواند از افزار کلاه برداری و تبهکاری نیز باشد (ر. ک. شارلاتان)
در گذشته شاه‌ها در دربار خود دلقک و شیرین کار ویژه خود داشتند.